# René Vignal
René Vignal (ur. 12 sierpnia 1926 w Béziers, zm. 21 listopada 2016) – francuski piłkarz, występujący na pozycji bramkarza.
Z zespołem Racing Club Paris w 1949 zdobył Puchar Francji. W latach 1949–1954 rozegrał 17 meczów w reprezentacji Francji.